# Erythrodontium lacoutourei
Erythrodontium lacoutourei là một loài rêu trong họ Entodontaceae. Loài này được Renauld & Cardot mô tả khoa học đầu tiên năm 1909.